# Amphisbaena borelli
Espèce
Amphisbaena borelli est une espèce d'amphisbènes de la famille des Amphisbaenidae.

## Répartition
Cette espèce se rencontre dans la province de Salta en Argentine et dans les départements de Santa Cruz et de Tarija en Bolivie. 

## Étymologie
Cette espèce est nommée en l'honneur d'Alfredo Borelli.

## Publication originale
- Peracca, 1897 : Rettili e Anfibi. Viaggio del Dott. Alfredo Borelli nel Chaco boliviano e nella Repubblica Argentina. Bollettino dei Musei di Zoologia ed Anatomia Comparata della R. Università di Torino, vol. 12, n. 274, p. 1-19 (texte intégral).